# Caramac

Ein Caramac-Riegel mit Umschlag

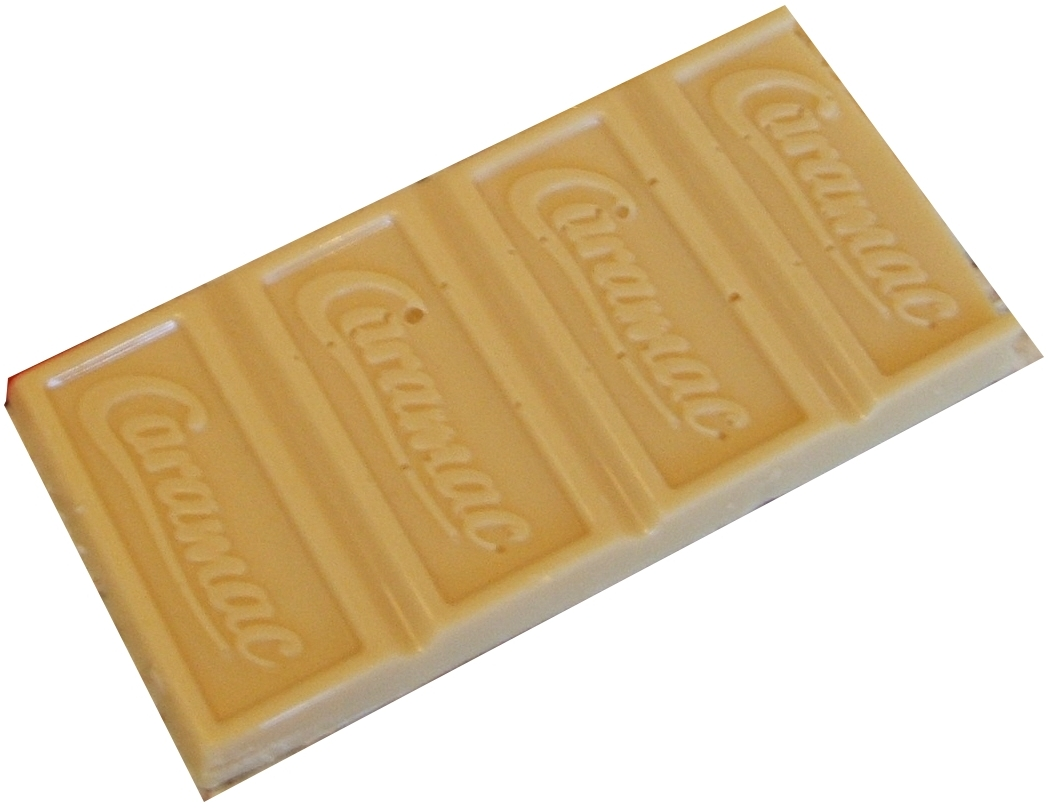
Caramac

Caramac ist ein kakaofreier Karamellriegel der Firma Nestlé.

## Geschichte
Caramac wurde ab 1959 von der Firma Mackintosh, später Rowntree Mackintosh vermarktet. Der Name ist ein Initialwort aus den Wörtern Caramel und Mackintosh und wurde in einem Wettbewerb ermittelt.
Caramac wurde bis 1995 in Norwich hergestellt. Nach der Schließung des Werks wurde die Produktion an den Standort Fawdon in Newcastle upon Tyne verlagert.
Die im Jahr 2005 herausgebrachte Caramac-Variante von KitKat wurde bis 2008 die erfolgreichste Kitkat-Variante.
2023 wurde die geplante Einstellung der Produktion bekanntgegeben.

## Inhaltsstoffe
Der Riegel besteht aus Pflanzenfett, Zucker, Milchzucker, gezuckerter Kondensmagermilch, Magermilchpulver, Butterreinfett, dem Emulgator Sonnenblumenlecithin, Melasse, Invertzuckersirup, Aroma und Salz. Er kann Spuren von Weizeneiweiß enthalten.